# Плавання на літніх юнацьких Олімпійських іграх 2010
Змагання з плавання на літніх юнацьких Олімпійських іграх 2010 проходили з неділі 15 по п'ятницю 20 серпня 2010 року в Сінгапурській спортивній школі. Усього було розіграно 34 комплекти нагород серед 153 країн.

## Учасники
Усього у змаганні брали участь 389 атлетів зі 153 країн (194 хлопчики та 195 дівчаток).
- Албанія  (1)
- Алжир  (2)
- Американське Самоа  (1)
- Андорра  (2)
- Ангола  (1)
- Антигуа і Барбуда  (1)
- Аргентина  (3)
- Вірменія  (2)
- Аруба  (2)
- Австралія  (8)
- Австрія  (1)
- Багамські Острови  (2)
- Бангладеш  (3)
- Барбадос  (1)
- Білорусь  (2)
- Бельгія  (3)
- Болівія  (2)
- Боснія і Герцеговина  (1)
- Ботсвана  (2)
- Бразилія  (8)
- Бруней  (2)
- Болгарія  (2)
- Буркіна-Фасо  (1)
- Камбоджа  (1)
- Камерун  (2)
- Канада  (8)
- Кайманові Острови  (2)
- Чилі  (1)
- Китай  (8)
- Китайський Тайбей  (2)
- Колумбія  (3)
- Коморські Острови  (1)
- Острови Кука  (2)
- Коста-Рика  (1)
- Хорватія  (4)
- Кіпр  (2)
- Чехія  (3)
- Джибуті  (1)
- Еквадор  (2)
- Єгипет  (2)
- Естонія  (3)
- Ефіопія  (2)
- Фіджі  (1)
- Фінляндія  (3)
- Франція  (7)
- Федеративні Штати Мікронезії  (2)
- Північна Македонія  (3)
- Грузія  (1)
- Німеччина  (8)
- Гана  (2)
- Велика Британія  (2)
- Греція  (3)
- Гренада  (2)
- Гватемала  (2)
- Гвінея  (1)
- Гаяна  (1)
- Гондурас  (2)
- Гонконг  (4)
- Угорщина  (8)
- Ісландія  (6)
- Індія  (2)
- Індонезія  (3)
- Іран  (2)
- Ірак  (1)
- Ізраїль  (3)
- Італія  (8)
- Ямайка  (2)
- Японія  (8)
- Йорданія  (2)
- Казахстан  (3)
- Кенія  (2)
- Північна Корея  (2)
- Південна Корея  (3)
- Кувейт  (1)
- Киргизстан  (2)
- Лаос  (1)
- Латвія  (2)
- Ліван  (2)
- Лесото  (1)
- Ліберія  (3)
- Лівія  (1)
- Ліхтенштейн  (2)
- Литва  (3)
- Люксембург  (3)
- Мадагаскар  (2)
- Малаві  (1)
- Малайзія  (2)
- Мальдіви  (2)
- Мальта  (1)
- Маршаллові Острови  (2)
- Маврикій  (2)
- Мексика  (1)
- Молдова  (2)
- Монако  (1)
- Монголія  (2)
- Чорногорія  (1)
- Марокко  (1)
- Мозамбік  (1)
- Намібія  (1)
- Нідерланди  (2)
- Нідерландські Антильські острови  (2)
- Нова Зеландія  (3)
- Нікарагуа  (2)
- Нігер  (1)
- Норвегія  (1)
- Пакистан  (1)
- Палау  (1)
- Палестина  (2)
- Папуа Нова Гвінея  (1)
- Парагвай  (1)
- Перу  (3)
- Філіппіни  (2)
- Польща  (4)
- Португалія  (4)
- Пуерто-Рико  (2)
- Катар  (1)
- Румунія  (4)
- Росія  (8)
- Руанда  (1)
- Самоа  (1)
- Саудівська Аравія  (1)
- Сенегал  (2)
- Сербія  (5)
- Сейшельські Острови  (1)
- Сінгапур  (8)
- Словаччина  (4)
- Словенія  (4)
- ПАР  (8)
- Іспанія  (8)
- Шрі-Ланка  (2)
- Сент-Люсія  (2)
- Суринам  (2)
- Свазіленд  (1)
- Швеція  (4)
- Швейцарія  (3)
- Сирія  (1)
- Танзанія  (2)
- Таїланд  (2)
- Того  (1)
- Тринідад і Тобаго  (4)
- Туніс  (4)
- Туреччина  (2)
- Туркменістан  (1)
- Уганда  (1)
- Україна  (3)
- США  (8)
- Уругвай  (2)
- Узбекистан  (2)
- Венесуела  (4)
- В'єтнам  (3)
- Американські Віргінські Острови  (1)
- Ємен  (1)
- Замбія  (1)

## Медальний залік

### Таблиця
| Місце  | Країна            | Золото | Срібло | Бронза | Загалом |
| ------ | ----------------- | ------ | ------ | ------ | ------- |
| 1      | Китай             | 11     | 2      | 1      | 14      |
| 2      | Австралія         | 4      | 6      | 6      | 16      |
| 3      | Угорщина          | 4      | 1      | 1      | 6       |
| 4      | Франція           | 3      | 1      | 2      | 6       |
| 5      | Україна           | 3      | 1      | 1      | 5       |
| 6      | Росія             | 2      | 5      | 2      | 9       |
| 7      | Канада            | 2      | 1      | 4      | 7       |
| 8      | ПАР               | 1      | 3      | 2      | 6       |
| 9      | Італія            | 1      | 2      | 2      | 5       |
| 10     | США               | 1      | 2      | 0      | 3       |
| 11     | Південна Корея    | 1      | 1      | 0      | 2       |
| 12     | Тринідад і Тобаго | 1      | 0      | 0      | 1       |
|        | Хорватія          | 1      | 0      | 0      | 1       |
| 14     | Іспанія           | 0      | 2      | 1      | 3       |
| 15     | Ізраїль           | 0      | 2      | 0      | 2       |
| 16     | Німеччина         | 0      | 1      | 2      | 3       |
| 17     | Венесуела         | 0      | 1      | 1      | 2       |
|        | Сербія            | 0      | 1      | 1      | 2       |
| 19     | Сінгапур          | 0      | 1      | 0      | 1       |
| 20     | Велика Британія   | 0      | 0      | 2      | 2       |
| 21     | Чехія             | 0      | 0      | 1      | 1       |
|        | Норвегія          | 0      | 0      | 1      | 1       |
|        | Португалія        | 0      | 0      | 1      | 1       |
|        | Кувейт            | 0      | 0      | 1      | 1       |
|        | Японія            | 0      | 0      | 1      | 1       |
|        | Польща            | 0      | 0      | 1      | 1       |
|        | Румунія           | 0      | 0      | 1      | 1       |
| Усього | Усього            | 35     | 33     | 35     | 103     |

### Медалісти

#### Хлопці
| 50 м вільним стилем      | Говоров Андрій · Україна                                              | Кеннет То · Австралія                                                       | Айтор Мартінес · Іспанія                                                                  |  |  |  |
| 100 м вільним стилем     | Мехді Метелла · Франція                                               | Велімір Степанович · Сербія                                                 | Кеннет То · Австралія                                                                     |  |  |  |
| 200 м вільним стилем     | Андрій Ушаков · Росія                                                 | Крістіан Кінтеро · Венесуела                                                | Джеремі Багшов · Канада                                                                   |  |  |  |
| 400 м вільним стилем     | Дай Цзюнь · Китай                                                     | Чад ле Клос · Південно-Африканська Республіка                               | Крістіан Кінтеро · Венесуела                                                              |  |  |  |
|                          |                                                                       |                                                                             |                                                                                           |  |  |  |
| 50 м на спині            | Крістіан Гомер · Тринідад і Тобаго                                    | Райнер Нг · Сінгапур                                                        | Макс Акерман · Австралія Абдулла Алтувейні · Кувейт                                       |  |  |  |
| 100 м на спині           | Хе Цзяньбінь · Китай                                                  | Яків Тумаркін · Ізраїль                                                     | Лавранс Соллі · Норвегія                                                                  |  |  |  |
| 200 м на спині           | Петер Бернек · Угорщина                                               | Яків Тумаркін · Ізраїль                                                     | Балаш Замбо · Угорщина                                                                    |  |  |  |
|                          |                                                                       |                                                                             |                                                                                           |  |  |  |
| 50 м брасом              | Іван Капан · Хорватія                                                 | Ніколас Шафер · Австралія                                                   | Разван Тудосія · Румунія                                                                  |  |  |  |
| 100 м брасом             | Ніколас Шафер · Австралія                                             | Антон Лобанов · Росія                                                       | Флавіо Біссаррі · Італія                                                                  |  |  |  |
| 200 м брасом             | Флавіо Біссаррі · Італія                                              | Антон Лобанов · Росія                                                       | Ніколас Шафер · Австралія                                                                 |  |  |  |
|                          |                                                                       |                                                                             |                                                                                           |  |  |  |
| 50 м батерфляєм          | Говоров Андрій · Україна                                              | Чан Гю Чхоль · Південна Корея                                               | Томмасо Романі · Італія                                                                   |  |  |  |
| 100 м батерфляєм         | Чан Гю Чхоль · Південна Корея                                         | Чад ле Клос · Південно-Африканська Республіка                               | Велімір Степанович · Сербія                                                               |  |  |  |
| 200 м батерфляєм         | Бенце Бічо · Угорщина                                                 | Чад ле Клос · Південно-Африканська Республіка                               | Мартин Чєшлак · Польща                                                                    |  |  |  |
|                          |                                                                       |                                                                             |                                                                                           |  |  |  |
| 200 м комплексом         | Чад ле Клос · Південно-Африканська Республіка                         | Кеннет То · Австралія                                                       | Ділан Бош · Південно-Африканська Республіка                                               |  |  |  |
|                          |                                                                       |                                                                             |                                                                                           |  |  |  |
| 4 × 100 м вільним стилем | Андрій Ушаков · Олексій Ацапкін · Ілля Лемаєв · Антон Лобанов · Росія | Сунь Бовей · Дай Цзюнь · Ван Сімін · Хе Цзяньбінь · Китай                   | Чад ле Клос · Мюррей Макдугалл · Ділан Бош · П'єрр Койн · Південно-Африканська Республіка |  |  |  |
| 4 × 100 м комплексом     | Макс Акерман · Ніколас Шафер · Кеннет То · Джастін Джеймс · Австралія | Ганеш Педуранд · Томас Рабейсен · Джордан Коельйо · Мехді Метелла · Франція | Крістіан Дінер · Крістіан фом Лем · Мелвін Геррманн · Кевін Лайтольд · Німеччина          |  |  |  |

#### Дівчата
| 50 м вільним стилем      | Тан І · Китай Анна Сантаман · Франція                                  |                                                                                    | Емма Маккеон · Австралія                                               |  |  |  |
| 100 м вільним стилем     | Тан І · Китай                                                          | Емма Маккеон · Австралія                                                           | Лорен Ерп · Канада                                                     |  |  |  |
| 200 м вільним стилем     | Тан І · Китай                                                          | Богларка Капаш · Угорщина                                                          | Емма Маккеон · Австралія                                               |  |  |  |
| 400 м вільним стилем     | Богларка Капаш · Угорщина                                              | Кіра Джанзен · США                                                                 | Еллі Фолкнер · Велика Британія                                         |  |  |  |
|                          |                                                                        |                                                                                    |                                                                        |  |  |  |
| 50 м на спині            | Матильда Сіні · Франція                                                | Зевіна Дарина Юріївна · Україна                                                    | Олександра Папуша · Росія                                              |  |  |  |
| 100 м на спині           | Зевіна Дарина Юріївна · Україна                                        | Бай Аньці · Китай                                                                  | Олександра Папуша · Росія                                              |  |  |  |
| 200 м на спині           | Бай Аньці · Китай                                                      | Кейтлін Джонес · США                                                               | Зевіна Дарина Юріївна · Україна                                        |  |  |  |
|                          |                                                                        |                                                                                    |                                                                        |  |  |  |
| 50 м брасом              | Рейчел Нікол · Канада                                                  | Мартіна Карраро · Італія                                                           | Ана Родрігес · Португалія                                              |  |  |  |
| 100 м брасом             | Тера ван Вейлен · Канада                                               | Емілі Селіг · Австралія                                                            | Рейчел Нікол · Канада                                                  |  |  |  |
| 200 м брасом             | Емілі Селіг · Австралія                                                | Тера ван Вейлен · Канада                                                           | Мая Хамано · Японія                                                    |  |  |  |
|                          |                                                                        |                                                                                    |                                                                        |  |  |  |
| 50 м батерфляєм          | Лю Лан · Китай                                                         | Елена ді Ліддо · Італія                                                            | Анна Сантаман · Франція                                                |  |  |  |
| 100 м батерфляєм         | Лю Лан · Китай                                                         | Юдіт Іґнасіо Соррібес · Іспанія                                                    | Рейчел Келлі · Велика Британія                                         |  |  |  |
| 200 м батерфляєм         | Богларка Капаш · Угорщина                                              | Юдіт Іґнасіо Соррібес · Іспанія                                                    | Лю Лан · Китай                                                         |  |  |  |
|                          |                                                                        |                                                                                    |                                                                        |  |  |  |
| 200 м комплексом         | Кейтлін Джонес · США                                                   | Крістіна Кочеткова · Росія                                                         | Барбора Завадова · Чехія                                               |  |  |  |
|                          |                                                                        |                                                                                    |                                                                        |  |  |  |
| 4 × 100 м вільним стилем | Лю Лан · Аньці Бай · Чан Ван · Тан І · Китай                           | Юліан Райнгольд · Лена Калла · Дорте Баумерт · Ліна Ратсак · Німеччина             | Ліндсей Делмар · Тера ван Вейлен · Рейчел Нікол · Лорен Ерп · Канада   |  |  |  |
| 4 × 100 м комплексом     | Медісон Вілсон · Емілі Селіг · Зої Джонстон · Емма Маккеон · Австралія | Олександра Папуша · Ольга Детенюк · Крістіна Кочеткова · Катерина Андрєєва · Росія | Юліан Райнгольд · Лена Калла · Дорте Баумерт · Ліна Ратсак · Німеччина |  |  |  |

#### Команда
| Дисципліни               | Золото                                             | Срібло                                                                         | Бронза                                                                    |
| ------------------------ | -------------------------------------------------- | ------------------------------------------------------------------------------ | ------------------------------------------------------------------------- |
| 4 × 100 м вільним стилем | Сунь Бовей · Тан І · Лю Лан · Хе Цзяньбінь · Китай | Кеннет То · Емма Маккеон · Медісон Вілсон · Джастін Джеймс · Австралія         | Мехді Метелла · Анна Сантаман · Матильда Сіні · Джордан Коельйо · Франція |
| 4 × 100 м комплексом     | Хе Цзяньбінь · Сімін Ван · Лю Лан · Тан І · Китай  | Олександра Папуша · Антон Лобанов · Крістіна Кочеткова · Андрій Ушаков · Росія | Макс Акерман · Емілі Селіг · Кеннет То · Емма Маккеон · Австралія         |